# Pensacola Bay Center
Das Pensacola Bay Center (ursprünglich Pensacola Civic Center) ist eine Mehrzweckhalle in Pensacola in Florida.

## Geschichte
Entworfen wurde die Mehrzweckhalle von der Architektin Lindley Renken. Die Grundsteinlegung für das Gebäude erfolgte im Jahr 1983. Zwei Jahre lang wurde die Halle von Dyson Construction, LLC errichtet. Sie kostete 20,5 Millionen US-Dollar. Am 21. Januar 1985 wurde die Arena eröffnet. Die Halle befindet sich im Besitz des Escambia County und wird von SMG Property Management geführt und gewartet. Die Halle besitzt eine maximale Zuschauerkapazität von 12.000 Besuchern bei Konzertveranstaltungen und 8.150 bei Hockeywettkämpfen.
Turniere der Disziplinen Basketball und Hallenfußball werden ebenfalls im Pensacola Bay Center abgehalten. Sportmannschaften, die in der Halle ihren Heimatspielort hatten, sind die Pensacola Tornados (1985–1991), die Pensacola HotShots (1991–1992), die Pensacola Ice Pilots (1996–2008), die Pensacola Flyers (1998) sowie die Pensacola Barracudas (2000–2002). Seit 2009 sind die Pensacola Ice Flyers hier heimisch.
Konzertveranstaltungen von internationalen Künstlern der Musikbranche wie Eric Clapton, Janet Jackson, Britney Spears, Michael Jackson, AC/DC, Page & Plant, David Bowie, Rush, Van Halen, Ariana Grande und Lynyrd Skynyrd fanden hier schon statt.